# Valle del río Moros

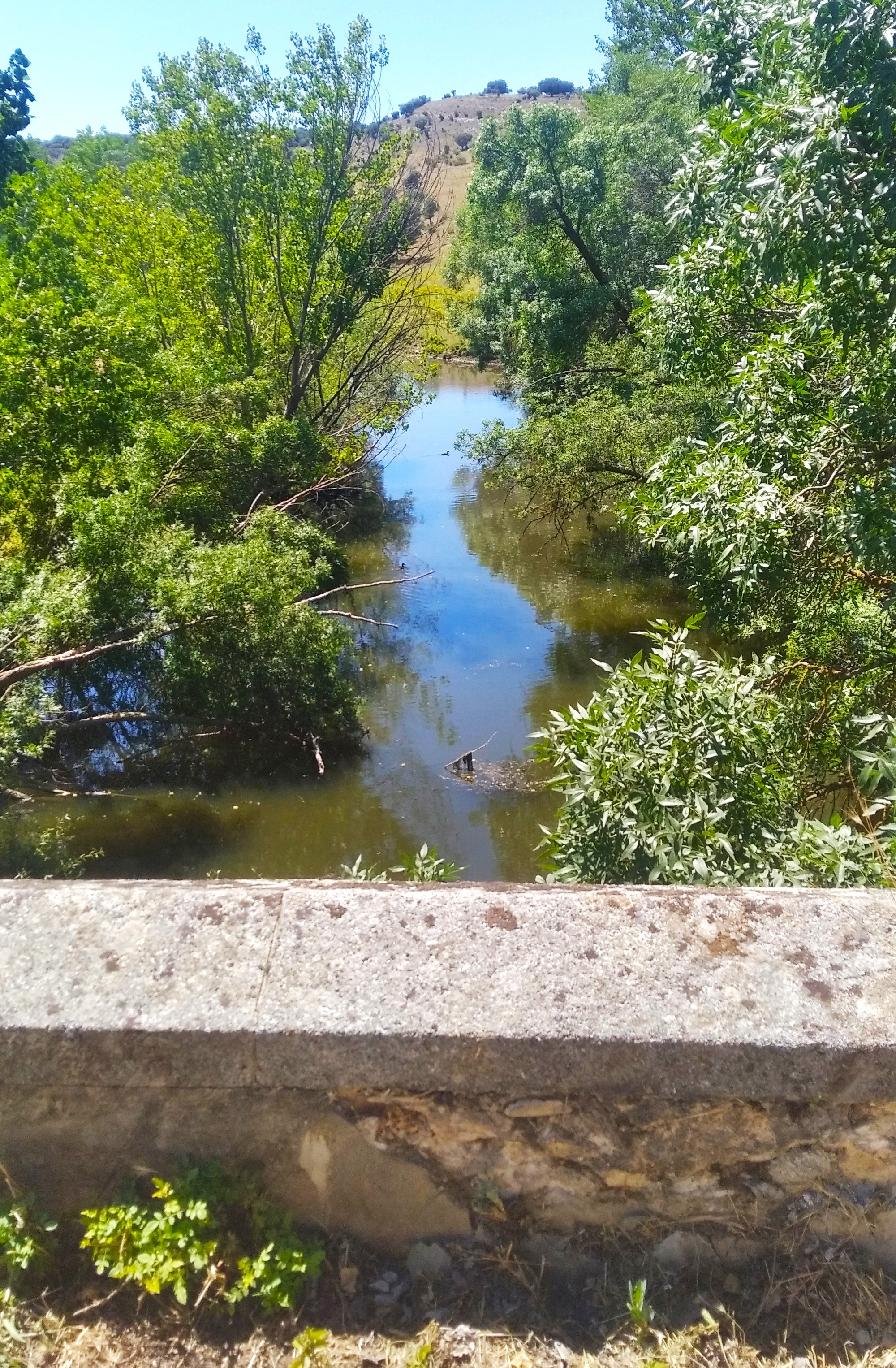
El río Moros a su paso por Guijasalbas, Valdeprados

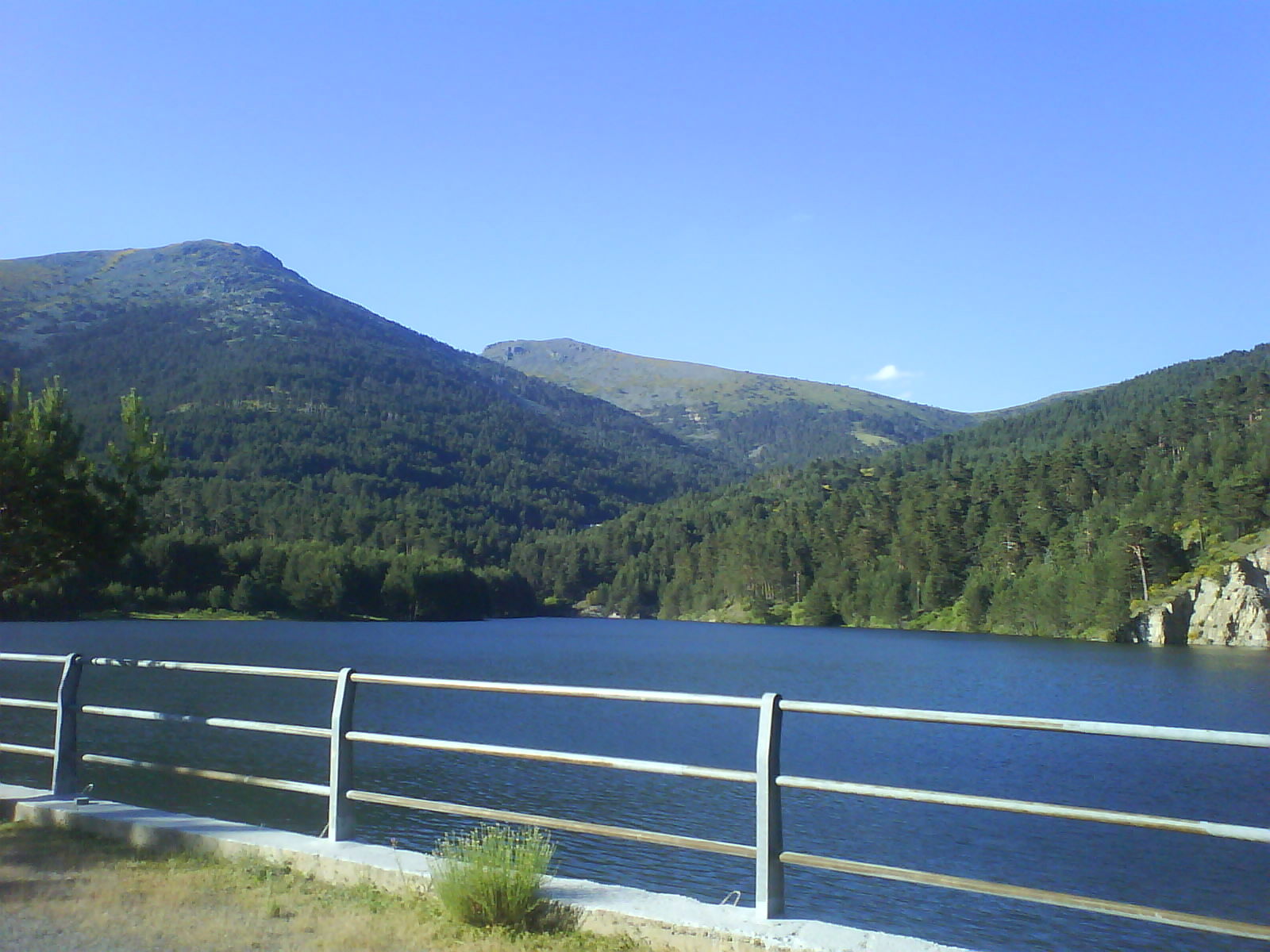
Zona de la Garganta desde la presa El Tejo.

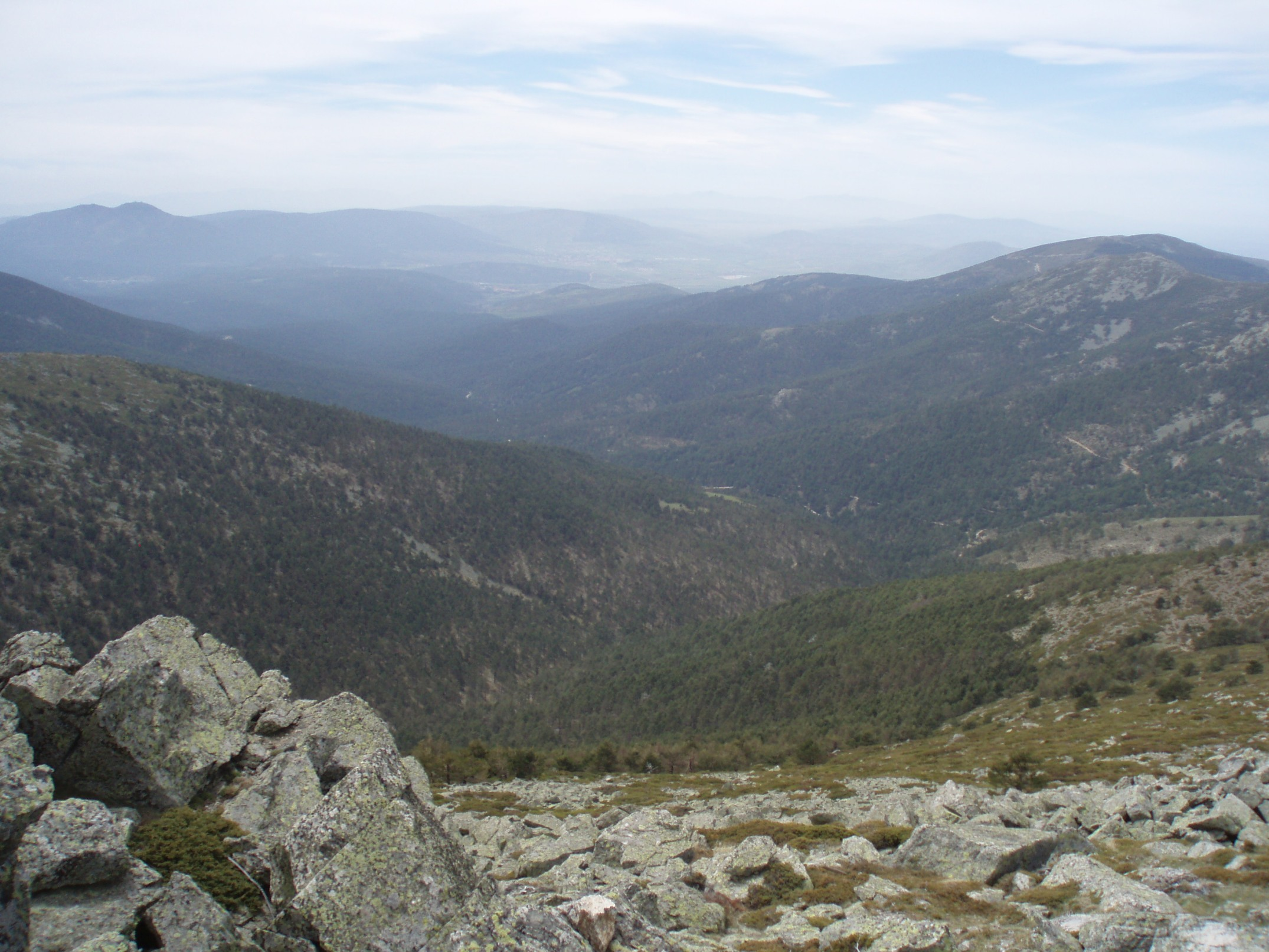
Valle del río Moros visto desde la cima del Montón de Trigo.

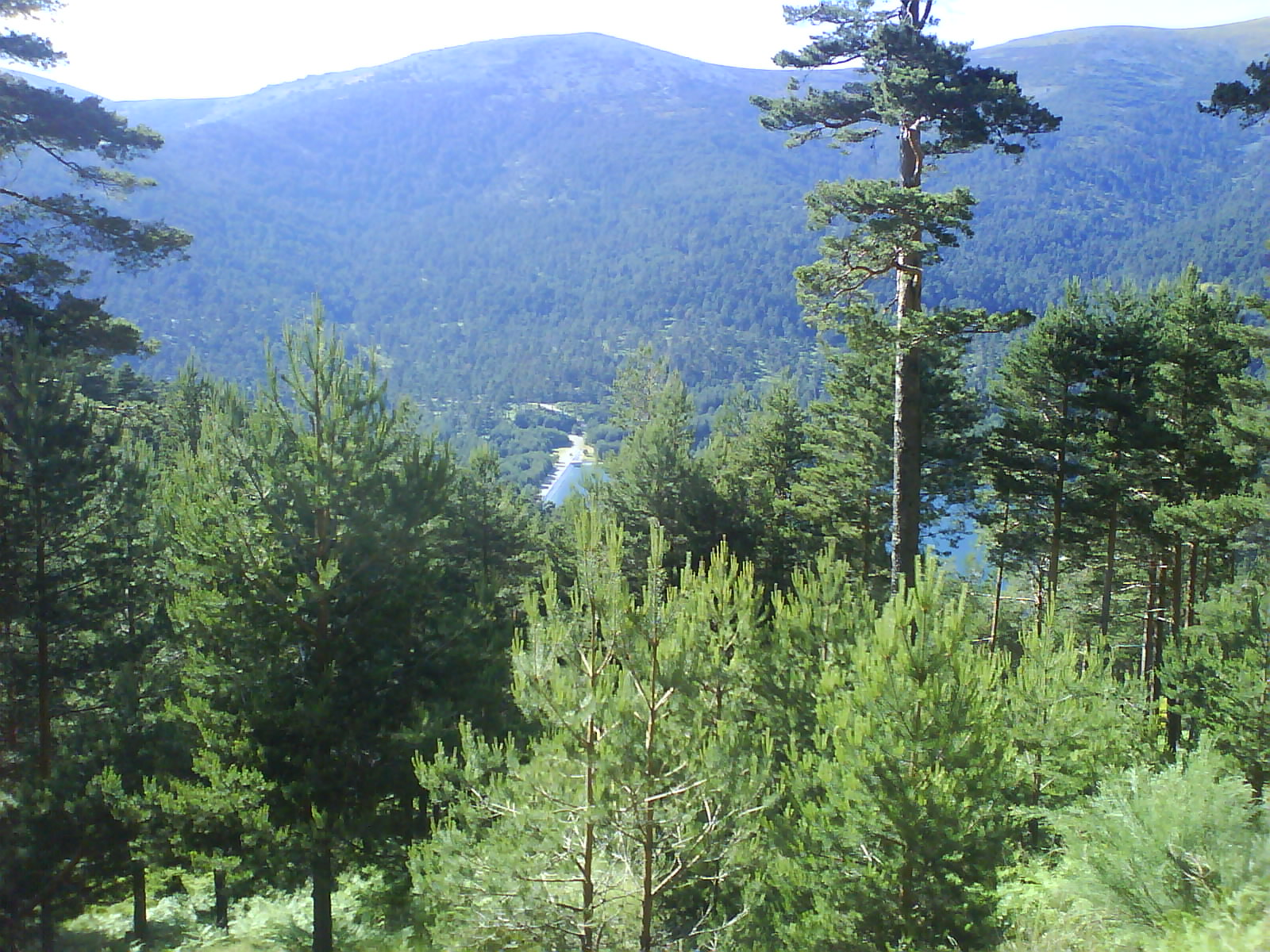
El embalse de El Tejo bajo el Pasapán.

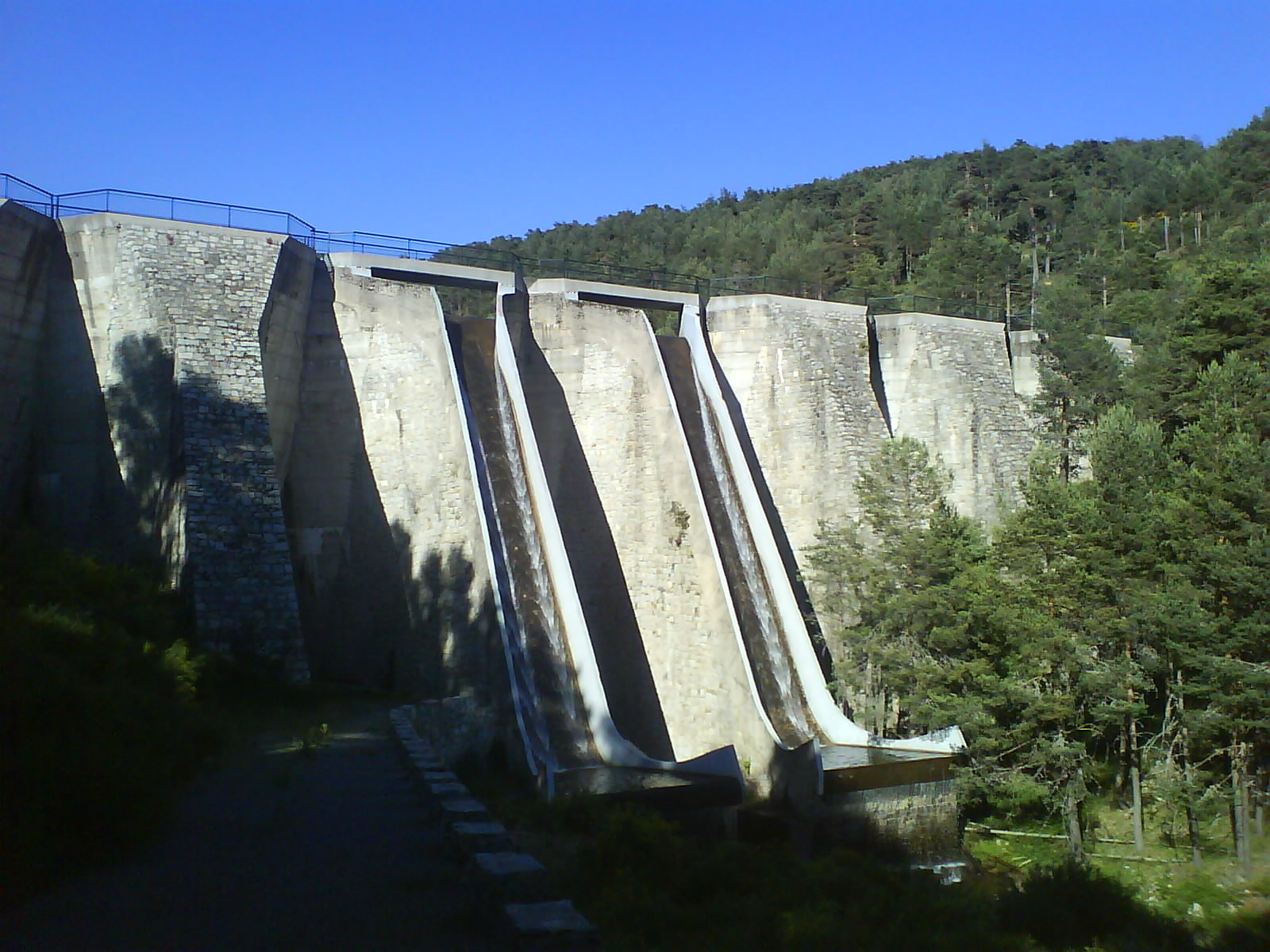
Presa del embalse Vado de las Cabras.

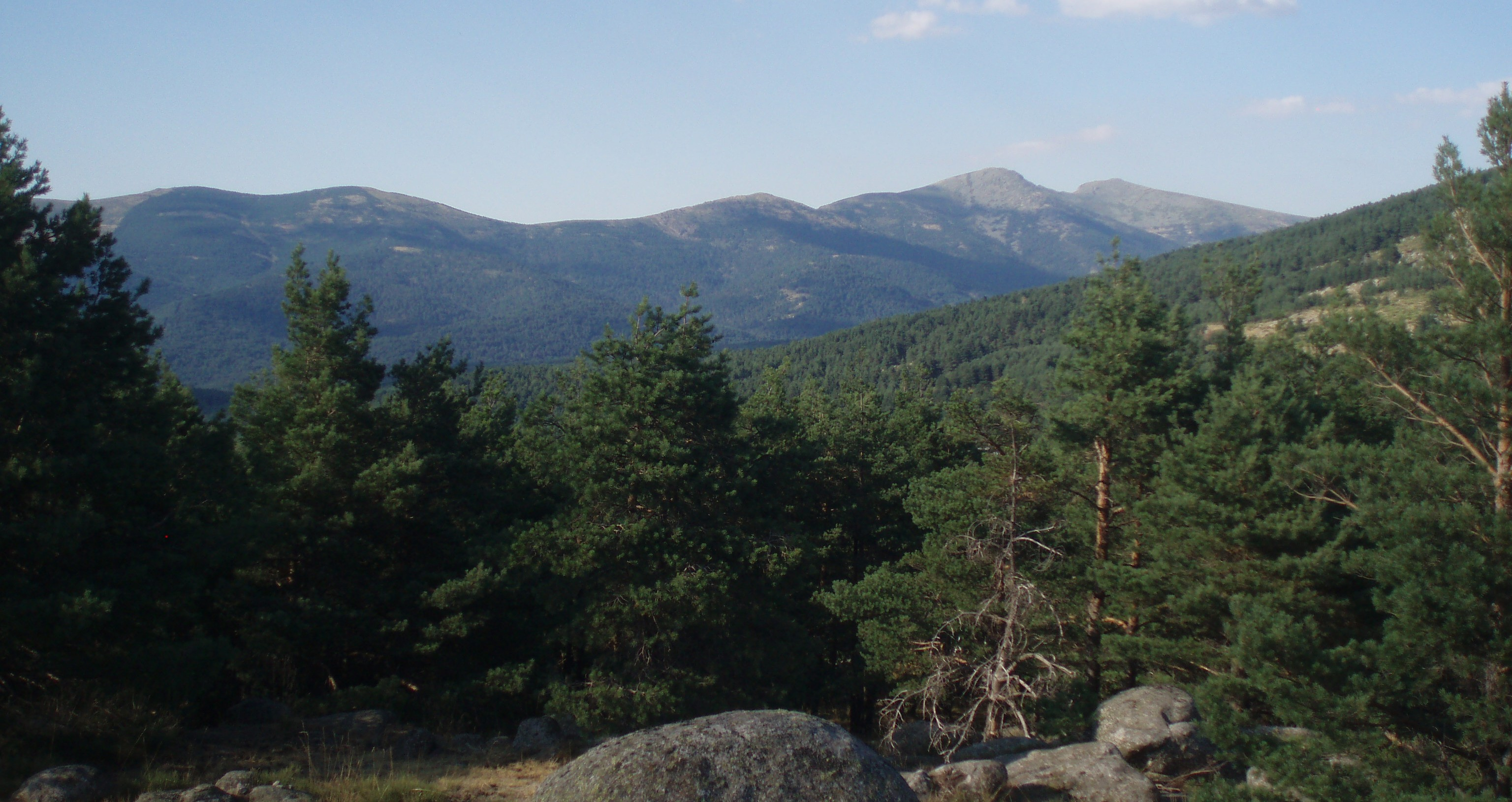
Valle del río Moros visto desde las proximidades del Alto del León.

El valle del río Moros, también conocido como garganta de El Espinar, está situado en la sierra de Guadarrama en el sistema Central de la península ibérica. Pertenece al municipio segoviano de El Espinar, en la comunidad de Castilla y León (España).
En la Edad Media fue conocido como Garganta de Ruy Velásquez. Es una zona con abundante pinar rodeada de montañas que rondan los 2000 metros de altitud recorrido por el río Moros. En su parte baja se ubica una importante zona de esparcimiento conocida como La Panera, en la que hay diferentes servicios para el disfrute del ocio, como piscinas, pista y campos deportivos y merenderos.

## Características
Recorrido por el río Moros, afluente del río Eresma tiene una longitud de 9 km y una superficie de 28 km². El valle está orientado de noreste a suroeste y encajado entre los cordales montañosos de la Sierra del Quintanar en donde destaca La Pinareja (2.197 m s. n. m.) y la Mujer Muerta con el Peña del Oso (2.196 m s. n. m.) como mayor altitud, que quedan al norte, el Montón de Trigo (2.161 m s. n. m.) que hace de cabecera cerrando el valle y el cordal formado por Peña del Águila (2.010 m s. n. m.), La Peñota (1.945 m s. n. m.) hasta el puerto del León (1.511 m s. n. m.) por el sureste, coincidiendo con el límite entre las provincias de Madrid y Segovia. Al otro lado, al sureste, se halla el valle de la Fuenfría. El fondo del valle tiene una altura que va de los 1.200 m s. n. m. a los 1.500 m s. n. m.
El río Moros, que le da el nombre, nace en la ladera del Montón de Trigo en el llamado Ojos del Río Moros, en la zona denominada La Garganta, y desciende hacia el suroeste, recibe agua de numerosos arroyos que transcurren en las laderas del valle y está apresado en dos embalses situados en la zona central, el embalse de Vado de las Cabras, cuya presa es de hormigón, y el embalse del Tejo, con una presa de gravedad de tierra. Este embalse es mayor que el anterior y recoge el agua del manantial, del cual se obtiene la toma de agua bruta para las localidades de San Rafael, La Estación de El Espinar y El Espinar principalmente.
La mayor parte de la superficie del valle está cubierta por un bosque de pino silvestre. Por encima de los 1800 metros este espeso bosque deja paso a praderas alpinas y pedregales que se extienden hasta las cimas de las montañas que componen el valle.

## Composición biológica
En dependencia con la altitud se definen varios ecosistemas. Tenemos los siguientes: matorral/ pastizal de alta montaña, pinar de pino silvestre y bosque de ribera cuyas características fundamentales son:
- Matorral de altura.

Este tipo de ecosistema se da a altitudes superiores a los 2.000 m. En él, las condiciones meteorológicas son extremas, con inviernos muy largos y duros que dificultan el desarrollo de la vegetación. Se encuentran allí las siguientes especies: piorno, brezo y enebro rastrero, con suelos asentados de sustrato rocoso ácido. Su aprovechamiento está basado en la ganadería y el turismo.
- Pinar de montaña.

Este ecosistema se ubica entre las altitudes de 1.750 y 2.000 m. Tiene un clima típico de montaña condicionado por su altitud, la orientación y localización geomorfológica. Sus suelos se encuentran en pendiente al corresponder, casi todo él, a las laderas de las montañas. Las bajas temperaturas y la alta precipitación favorece la vegetación estructurada por la altitud, en prados y matorral cespitoso, por debajo matorral aciculifolio y retamoideo, bajando bosque aciculifolio, caducifolio y por último, esclerófilo.
El pino silvestre es el árbol rey y suele estar acompañado por tejos, acebos, enebros, retama negra y de flor, helecho, etc. En estos bosques viven corzos, ardillas, conejos, turones, zorros... así como reptiles y anfibios. Entre las aves encontramos cornejas, azores y búhos reales.
- Sotos y riberas.

Sobre los aluviones que han traído las aguas de los ríos se extienden los sotos. Las características de composición de los mismos depende de la altura de su curso, de esta forma se tiene que en el curso alto es de suelo de ribera, en el mediano, arenosos y en el bajo, arcilloso-limoso. La vegetación está formada por especies que gustan del agua como juncos, sauces, chopos y fresnos entre otros. La vida animal también está ligada a estas circunstancias, los anfibios son muy numerosos.

## Actividades
El valle del río Moros es una zona natural privilegiada en donde tienen origen muchas rutas por la sierra de Guadarrama. Todo el valle está rodeado por una carretera forestal, asfaltada en algunos tramos, que permiten circundarlo en su totalidad a una altitud aproximada de 1600 m s. n. m. Otra pista, que enlaza con esta, accede al puerto de Pasapan, entre los cordales de la sierra del Quintanar y la Mujer Muerta.
Los extensos pinares son aprovechados para la explotación forestal. Todavía pueden verse los chozos (chabolas) que dieron cobijo a los trabajadores que realizaban labores de aprovechamiento del monte y sus recursos.
En la parte baja del valle se ubica un complejo de ocio que incluye piscinas, asadores, mesas, bar y campos deportivos. Este complejo se denomina La Panera, el acceso a mismo en temporada veraniega es de pago, y es muy utilizado por los habitantes de la zona.
En la ladera del Pico del Oso hay una explotación minera al cielo abierto, las Canteras del río Moros, que están fuera de uso.

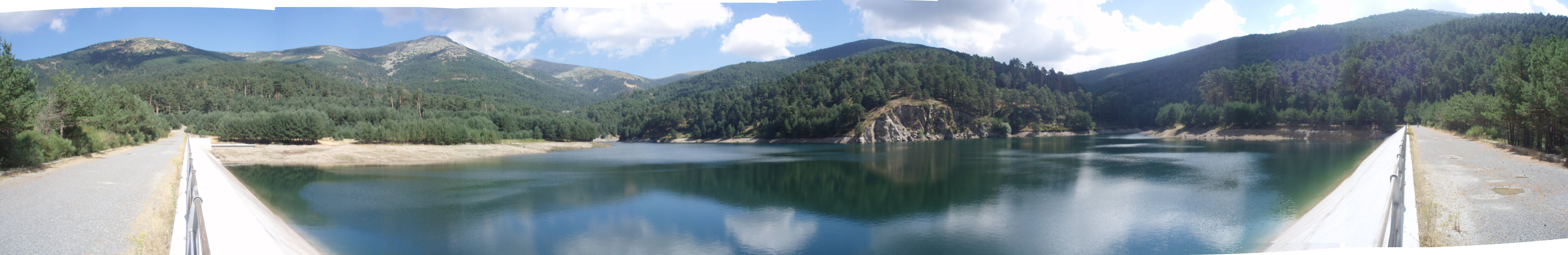
Vista panorámica del valle desde el embalse El Tejo.